# Robin Hofsö
Robin Eliasson Hofsö, född 15 januari 1994, är en svensk fotbollsspelare som spelar för Borstahusens BK. Han är bror till Johnny Lundberg.

## Karriär
Hofsö gjorde säsongen 2016 nio mål på åtta matcher för IK Wormo i Division 3. I januari 2017 värvades Eliasson Hofsö av division 2-klubben Eskilsminne IF.
Den 27 januari 2019 återvände Hofsö till Landskrona BoIS, där han skrev på ett ettårskontrakt. I november 2019 förlängde Hofsö sitt kontrakt med två år. I januari 2022 värvades Hofsö av Falkenbergs FF, där han skrev på ett tvåårskontrakt.
Inför säsongen 2023 flyttade Hofsö till division 2-klubben IFK Malmö. I maj 2023 lämnade han klubben. Därefter gick Hofsö till division 3-klubben Borstahusens BK, där han fick en roll som spelande assisterande tränare.